# Кава з кульбаби

Зібране коріння кульбаби. Кожна рослина має один стрижневий корінь.

Ка́ва з кульба́би, також чай із кульба́би — трав'яний чай, виготовлений із кореня кульбаби. Смажені шматочки коренів кульбаби та напій мають деяку схожість з кавою за зовнішнім виглядом та смаком, тому його часто вважають замінником кави. Корінь кульбаби використовується як у лікувальних, так і в кулінарних цілях і вважається детоксикуючою травою.

## Історія
Використання кульбаби бере свій початок з давніх єгиптян, греків та римлян. Крім того, вже більше тисячі років традиційна китайська медицина включає цю рослину.
Канадська письменниця Сюзанна Муді описала, як приготувати каву з кульбаби у своїх мемуарах про життя в Канаді у 1852 році, де вона згадує, що дізналася про це зі статті, опублікованої в 1830-х в газеті New York Albion якимось доктором Гаррісоном.
Про «каву» з кульбаби згодом згадувалося в Harpers New Monthly Magazine у 1886 році
У 1919 році корінь кульбаби відзначали як джерело дешевої «кави». Він також входив до класів їстівних рослин, принаймні з 1970-х років.

## Заготівля

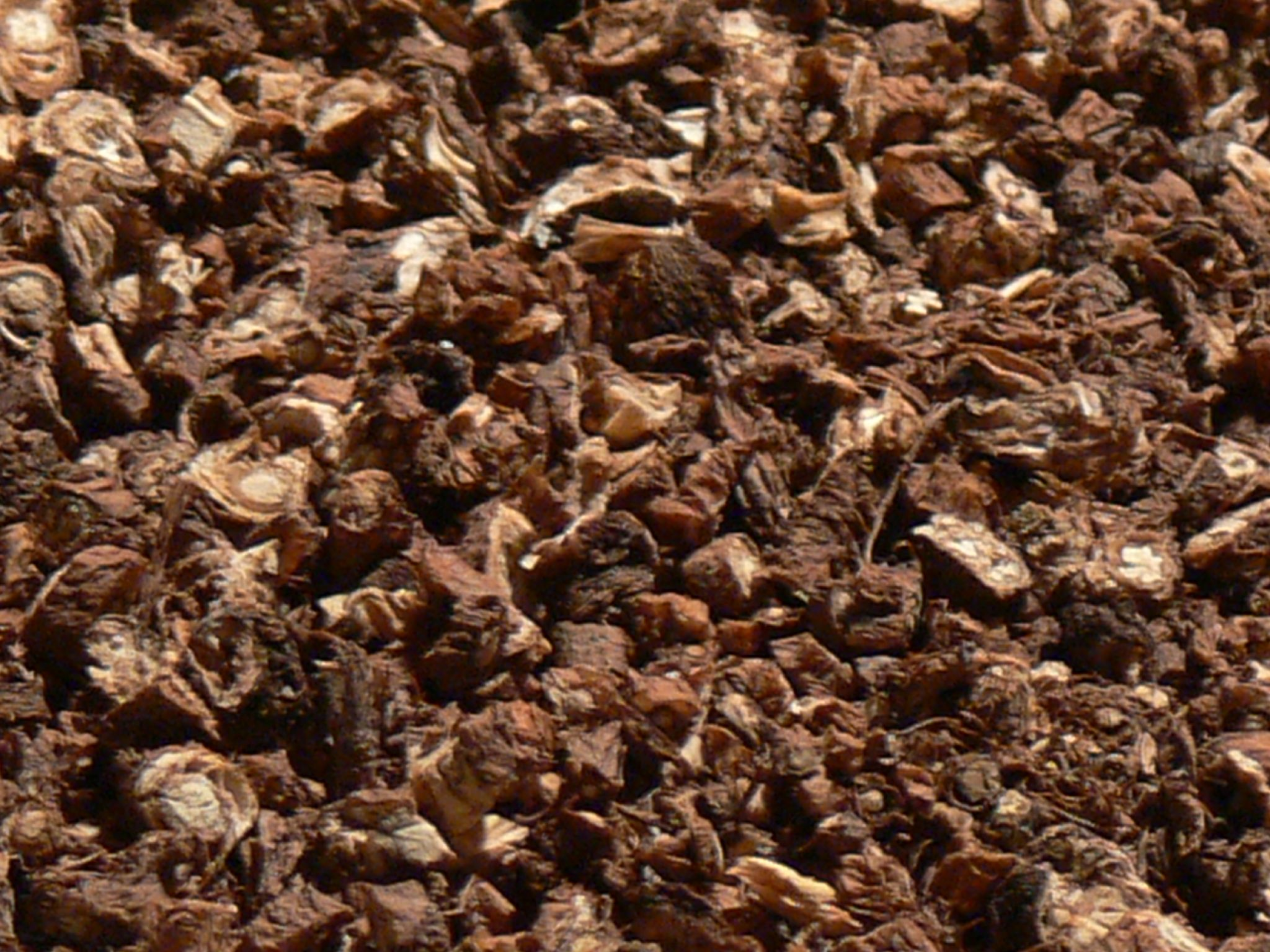
Смажений корінь кульбаби, готовий для приготування кави.

Збирання коренів кульбаби вимагає відрізнення «справжньої» кульбаби (види роду Taraxacum) від інших жовтих маргариткоподібних квітів, таких як представники роду Hypochaeris і скереда. Справжня кульбаба має приземну розетку з глибокозубими листям і порожнистими солом'яними стеблами. Великі рослини віком 3–4 роки зі стрижневими коренями приблизно до 15 мм у діаметрі збирають для кави. Ці стрижневі корені за зовнішнім виглядом схожі на бліду моркву.
Коріння кульбаби, яке збирають навесні, має більше солодких і менше гірких ноток, тоді як зібране восени має насиченіший і гіркіший смак.

## Підготовка
Перед збиранням кореня кульбабі має бути 2 роки. Після збору врожаю коріння кульбаби сушать, подрібнюють і обсмажують.

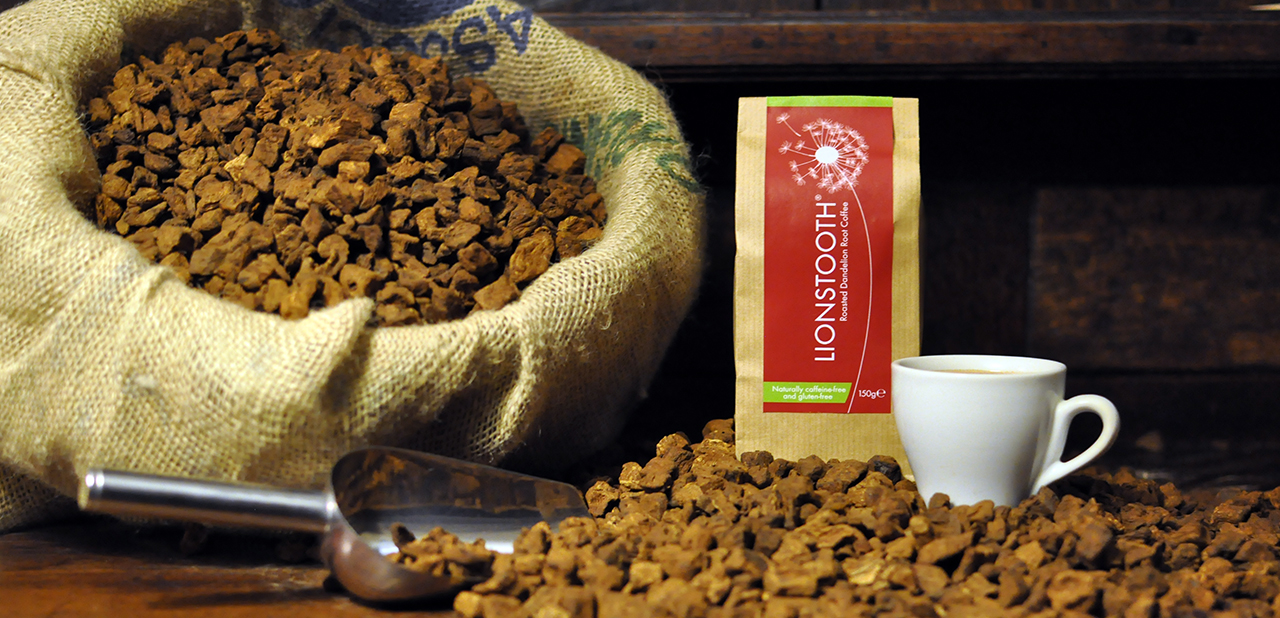
Розфасована кава з кореня кульбаби

Після збору врожаю коріння кульбаби розрізають уздовж і ставлять сушити на два тижні в тепле місце. Після готовності висушене коріння обсмажують у духовці та зберігають. Для приготування однієї чашки потрібно настояти приблизно 1 чайну ложку кореня у гарячій воді протягом приблизно 10 хвилин. Люди часто насолоджуються кавою з кульбаб із вершками та цукром.

## Вплив на здоров'я
Люди часто використовують корінь кульбаби в медичних цілях, оскільки, як вважають, трава містить детоксикаційні властивості, які допомагають очистити відходи з організму. Намагаючись зменшити запалення та періодичні запори, часто споживають корінь кульбаби.[джерело?]
Корінь кульбаби також може мати пребіотичні властивості, які підтримують здоровий кишечник. Людям із раннім діагнозом цукрового діабету 2 типу рекомендувалось вживати корінь кульбаби, оскільки він, як вважають, допомагає при вивільненні інсуліну.
Ризики для здоров'я, пов'язані з коренем кульбаби, рідкісні, однак безпосереднє споживання рослини всередину може призвести до дискомфорту в шлунку, печії, алергічних реакцій або діареї.

## Дослідження
Корінь кульбаби може бути пов'язаний з можливим лікуванням раку.
Результати дослідження 2016 року вказують на те, що метаболічну активність клітини раку товстої кишки можна зменшити за допомогою доз екстракту кореня кульбаби. Дослідження вказують на можливе зменшення пухлин товстої кишки за допомогою запланованої та послідовної дози екстракту кореня кульбаби.
Однак в інтерв'ю від 30 листопада 2017 року Керолайн Хамм (Caroline Hamm), онколог, яка проводила дослідження, поділилася своїми занепокоєннями щодо передчасного ажіотажу в Інтернеті навколо цих досліджень. Вона зокрема висловила тривогу з приводу людей, які зверталися до неї і бажали відмовитись від стандартної допомоги.

## Хімія
Несмажений корінь кульбаби лікарської (серед інших видів кульбаби) містить:
Сесквітерпенові лактони
- Тараксацин[12]
- Фенілпропаноїдні глікозиди: дигідроконіферин, сирингін та дигідросирінгін
- Тараксакозид (цилірований гамма-бутиролактон-глікозид)
- Лактупірцин

Каротиноїди
- Лютеїн
- Віолаксантин

Кумарини
- Ескулін
- Скополетин

Флавоноїди
- Апігенін-7-глюкозид
- Лютеолін-7-глюкозид
- Ізорамнетин 3-глюкозид
- Лютеолін-7-диглюкозид
- Кверцетин-7-глюкозид
- Кверцетин
- Лютеолін
- Рутін
- Хризоеріол

Фенольні кислоти
- Кавова кислота
- Хлорогенова кислота
- Цикорова кислота (дикафеоілтартарна кислота)
- ρ-гідроксифенілуксусна кислота

Полісахариди
- глюкани маннани
- інулін (8)

Ціаногенні глікозиди
- Пруназин

А також
- Сесквітерпенові лактони (гермакранолідного типу)
- Еудесманоліди
- Тритерпени
- Стерини
- Тараксалізин, серинова протеїназа
- Амінокислоти
- Холін
- Слиз
- Пектин